# Ташелка
Ташёлка — село в Ставропольском районе Самарской области. Административный центр сельского поселения Ташёлка.

## География
Расположено на берегах реки Ташёлка в 30 км к северу от Тольятти, в 45 км к югу от Димитровграда и в 80 км к северо-западу от Самары.
Через село проходит местная автодорога Димитровград — Ташёлка — Тольятти, в селе от неё отходят дороги в Верхний Сускан и в Сосновку.

## Название
Название происходит от тюркского «таш» — камень, «ташлы» — каменистый. Так обычно называются речки с каменным (каменистым) руслом.

## История
Село возникло на землях Ставропольского калмыцкого войска, отданных в 1776 году в аренду русским крестьянам на 60 лет. 
С момента основания село населяли дворцовые крестьяне (с 1797 года — удельные крестьяне). Рядом с землями Ташелкской сельской общины находились поместья графов Орловых-Давыдовых.
В 1780 году, при создании Симбирского наместничества, «деревня Ташелка, при речке Ташле, жители в ней сходцы из разных уездов, не причисленные еще к платежу податей», вошла в состав Ставропольского уезда.
С 1796 года — в Симбирской губернии.
В 1800 году в селе была построена деревянная церковь Покрова Пресвятой Богородицы, с двумя престолами: во имя Покрова Божьей Матери и св. Николая Чудотворца. 
В 1852 году открыто женское одноклассное народное училище, а в 1867 году открылась земская школа. 
В 1904 году вместо деревянной церкви была построена каменная церковь, одна из крупнейших в Ставропольском уезде.
Жители села приняли участие в революции 1905-07 годов. Известно, что 9 декабря 1905 года они участвовали в разгроме имения помещика Яровского в Зелёновке: сожгли помещичий дом, а хлеб и инвентарь увезли в Ташелку.
В 1910 году село стало центром Ташлинской волости Ставропольского уезда Самарской губернии. В августе того же года в селе началась эпидемия холеры.
Основным занятием крестьян села до революции были многочисленные промыслы — кузнечный, пастушеский, колёсный, извоз, охота, строительство. Среди крестьян также числились пильщики, писари, плотники, плугари, портные, пасечники, корчевщики, маляры, мельники, шерстобиты, сапожники, сыромятники, ямщики.
В марте 1918 года в Ташелке была установлена советская власть. Летом 1918 года село было занято белочехами — в Ставропольском уезде расположился батальон белочешских легионеров им. св. Георгия. В октябре 1918 года в село вошли части Красной Армии.
В 1920-х годах церковь была закрыта и разграблена.
Перед Великой Отечественной войной в селе открылась семилетняя школа.
В 2008 году в селе уничтожен монумент воинам, погибшим в Великой Отечественной войне. Администрация села объяснила снос памятника строительством новой школы..

## Население
| Год  | Численность | Численность |
| ---- | ----------- | ----------- |
| 1859 | 1362        | [ 6 ]       |
| 1889 | 1766        | [ 7 ]       |
| 1897 | 2267        | [ 8 ]       |
| 1910 | 2691        | [ 9 ]       |
| 2010 | 1349        | [ 10 ]      |
| 2015 | 1505        | [ 1 ]       |

## Уроженцы
- Виктор Михайлович Ремнёв — участник Великой Отечественной войны, полный кавалер ордена Славы.
- Пётр Матвеевич Бутаев — экскаваторщик, Герой Социалистического Труда.

## Галерея
- Ул. Менжинского
- Мемориал погибшим односельчанам
- Детский сад
- Сельские дома

## Улицы
1-й проезд, ул. 1-я, 10-й проезд, 11-й проезд, 19-й, ул. 2-я, 23-й проезд, 29-й, ул. 3-я, 35-й проезд, 4-й проезд, ул. 4-я, 5-й проезд, ул. 5-я, 6-й проезд, ул. 6-я, 7-й проезд, ул. 7-я, 8-й проезд, ул. 8-я, ул. Березовая, ул. Дачная, ул. Заречная, ул. Зеленая, ул. Климушкина, Красное поле, ул. Лесная, ул. Луговая, ул. Менжинского, ул. Набережная, ул. Новополевая, ул. Овражная, ул. Полевая, ул. Рабочая, ул. Ремнева, ул. Садовая, ул. Северная, ул. Советская, Степной пер., ул. Ульяновская, ул. Центральная, ул. Южная.